# Notonychops powelli
Notonychops powelli é uma espécie de litopterno que viveu no Paleoceno Médio da Argentina. Seus registros fósseis compreendem um crânio e mandíbulas incompletas, encontrados na formação Río Loro, província de Tucumán, em 1982. É a única espécie do gênero Notonychops. Soria, descreveu a nova espécie numa ordem própria, a Notopterna, entretanto, posteriormente, a família foi assinalada à Litopterna.
A Requisia vidmari apresenta morfologia dentária muito semelhante à do Notonychops, porém com caracteres mais primitivos.